# Graue Muräne
Die Graue Muräne (Gymnothorax griseus), auch Pünktchenmuräne genannt, ist ein Raubfisch aus der Gattung Gymnothorax aus der Familie der Muränen (Muraenidae).

## Äußere Erscheinung
Die Tiere erreichen eine Länge von 65 cm, was sie zu einer Muränenart mittlerer Größe macht. Der Körper ist hellgrau mit gelblichen Flecken. Am dunkleren Kopf bilden schwarze Punkte ein markantes Linienmuster. Der Körper selbst ist, wie bei allen Muränen, aalartig.

## Verbreitung und Lebensraum
Graue Muränen leben im Roten Meer und im Indischen Ozean. Im Roten Meer sind sie jedoch weitaus häufiger anzutreffen. Sie leben in den Höhlen und Klüften der Korallenriffe und bevorzugen hier den Riffabhang. Die Tiere leben in Wassertiefen zwischen einem und 40 m. Sie sind auch in küstennahen Gewässern und in Lagunen anzutreffen.

## Ernährung
Diese Raubfische ernähren sich von Fischen und anderen kleinen Meeresbewohnern wie Würmern und Garnelen. Sie jagen in der Nacht.

## Fortpflanzung
Graue Muränen sind echte Hermaphroditen und haben gleichzeitig männliche und weibliche Geschlechtsorgane. Die Jungtiere bewohnen oft in Gruppen ein Versteck zwischen den Korallen.

## Verhalten gegenüber Menschen
Graue Muränen sind Menschen gegenüber nicht aggressiv und eher scheu. Das regelmäßige Öffnen und Schließen des Mauls, welches auf Taucher und Schnorchler oftmals bedrohlich wirkt, dient der Atmung und stellt keine Drohgebärde dar. Werden die Tiere jedoch bedrängt oder provoziert, können sie sehr schmerzhafte Bisse zufügen. Diese Bissverletzungen neigen zu Infektionen und verheilen in der Regel schlecht.